# Thersandros (Sohn des Sisyphos)
Thersandros (altgriechisch Θέρσανδρος Thérsandros) war in der griechischen Mythologie ein Sohn des Sisyphos. 
Als Vater des Proitos ist er Großvater der Maira. Als seine Brüder werden Glaukos, Ornytion und Almos genannt. Die beiden Söhne des Thersandros, Koronos und Haliartos, waren die Gründungsheroen der Städte Koroneia und Haliartos.